# Tizayuca

Parròquia de la Transfiguració de Jesus en Tizayuca.

Tizayuca és un municipi de l'estat d'Hidalgo. Tizayuca és el cap de municipi i principal centre de població d'aquesta municipalitat. Aquest municipi és a la part sud-occidental de l'estat d'Hidalgo. Limita al nord amb el municipi de Tolcayuca, al sud amb estat de Mèxic, l'oest i a l'est amb estat de Mèxic (municipis de Zumpango i Tecámac).